# James Maitland (7e comte de Lauderdale)
Pour les articles homonymes, voir James Maitland.
James Maitland, 7e comte de Lauderdale (25 janvier 1718 - 17 août 1789), est l'un des seize pairs représentatifs de l'Écosse à la Chambre des lords.

## Biographie
James Maitland est le fils aîné de Charles Maitland, 6e comte de Lauderdale, lui-même le deuxième mais le fils aîné survivant de John Maitland (5e comte de Lauderdale) et Margaret Cunningham, et Elizabeth Ogilvy, fille de James Ogilvy (4e comte de Findlater) et Anne Dunbar.
Il sert vingt-cinq ans dans l'armée; et est nommé lieutenant-colonel du 16e régiment de fantassins le 20 septembre 1745. Il démissionne de sa commission lors de la promotion d'un officier subalterne au-dessus de lui.
Il est également malchanceux du fait de la loi de 1746 sur les juridictions héréditaires (Écosse) qui a aboli les juridictions héréditaires. Il n'a obtenu que 1000 £ de la régalité de Thirlestane et du poste de baillier de Lauderdale, au lieu des 8000 £ qu'il a réclamés.
Il est Lord de Police de février 1766 jusqu'à l'abolition de ce conseil en 1782; et recteur de l'Université de Glasgow de 1779 à 1781.
Lord Lauderdale est décédé à Haltoun House.

## Famille
Le 24 avril 1749, il épouse Mary Turner (décédée en 1789), unique enfant et héritière de Thomas de Lombe, Échevin de la Cité de Londres, par lequel il obtient une grande fortune. Ils ont douze enfants, 6 garçons et 6 filles.
Son fils et héritier, James Maitland (8e comte de Lauderdale) commence sa carrière en tant que révolutionnaire en France et s'est ensuite fait un nom comme l'un des principaux penseurs économiques de la Grande-Bretagne, qui a identifié pour la première fois l'importance économique et l'effet sur la croissance économique des excédents budgétaires et déficits. Cette pensée a ensuite été développée et systématisée par Lord Keynes. Le troisième fils est le lieutenant-général Thomas Maitland (1759-1824), gouverneur et commandant en chef à Ceylan, puis de Malte et des îles Ioniennes.